# Parc national Aguaragüe
Le parc national Aguaragüe, officiellement le parc national et espace naturel de gestion intégrée Aguaragüe (en espagnol : Parque nacional y Área natural de manejo integrado Aguaragüe), est un parc national de Bolivie situé dans la province de Gran Chaco du  département de Tarija.
L'ensemble de la zone protégée s'étend sur 1 083 km2, dont 458 km2 de parc national proprement dit. Il a été créé le 20 avril 2000.
Dans le parc, il a été recensé un total de 37 espèces de reptiles, 120 espèces d'oiseaux, 36 espèces d'amphibiens, 36 espèces de poissons, 70 espèces de mammifères et deux espèces endémiques, le miskicho de l'Aguaragüe (Trichomycterus Aguaragüe) et un type de souris (Akodon varius).

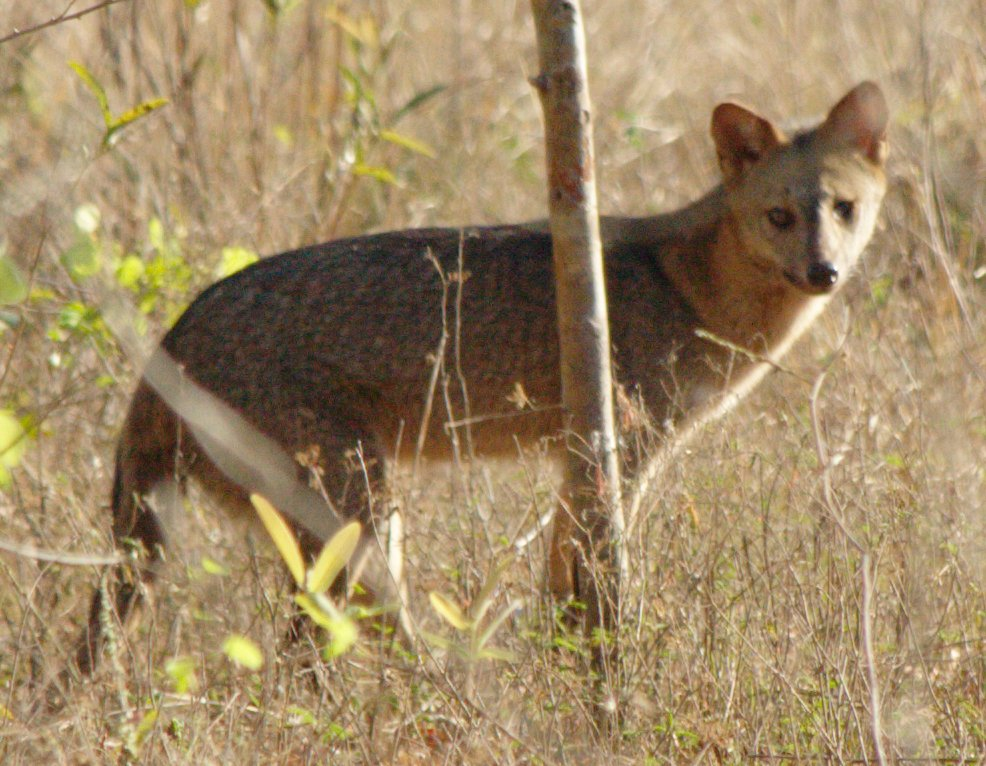
Un renard des savanes, ou renard crabier (Cerdocyon thous), ici photographié dans le Pantanal brésilien, mais typique dans le parc.